# 天龍八部 (1990年電視劇)
《天龙八部》是中國電視公司1990年每週日晚間連續劇，每週日晚間八點十分至九點半播出。

## 製作人員
原著：金庸

製作人：周遊

編劇：梁立人

## 演員名單
- 關禮傑 飾 段譽、虛竹
- 惠天賜 飾 喬峰
- 宋岡陵 飾 王語嫣、李秋水
- 崔浩然 飾 慕容復
- 邱淑宜 飾 木婉清
- 戈偉如 飾 鍾靈
- 張詠詠 飾 阿朱、阿紫
- 阮曉燕 飾 阿碧
- 樊日行 飾 段正淳
- 陳曼玲 飾 刀白鳳
- 龍天翔 飾 段延慶
- 林智洋 飾 游坦之
- 楊雄 飾 鳩摩智
- 張瑠瓊 飾 阿蘿
- 蕭惠 飾 秦紅棉
- 劉筱萍 飾 甘寶寶
- 李長安 飾 鍾萬仇
- 台鳳 飾 葉二娘
- 唐復雄 飾 雲中鶴
- 鄭少峰 飾 岳老三
- 檢場 飾 包不同
- 楊少文 飾 桑七
- 茅靜順 飾 馬大元
- 李菁芳 飾 全冠清
- 吳函峮 飾海迷失